# إليزابيث بينينغتون
إليزابيث بينينغتون (بالإنجليزية: Elizabeth Pennington)‏ (17 يناير 1732 في المملكة المتحدة - فبراير 1759، لندن في المملكة المتحدة)؛ كاتِبة وشاعرة بريطانية.